# Michael Cera
Michael Austin Cera (1988. június 7.) kanadai színész és zenész. 
Általában indie filmekben vállal mellékszerepeket. Szinkronhangként számos animációs filmben szerepelt. Híressé a Scott Pilgrim a világ ellen című 2010-es film tette.

## Fiatalkora és tanulmányai
1988. június 7-én született az Ontario állambeli Bramptonban. Linda (szülési nevén Cockman) és Luigi Cera technikus fia. Apja révén szicíliai származású. Mindkét szülője a Xeroxnál dolgozott. Van egy nővére, Jordan és egy húga, Molly. Azután kezdett el érdeklődni a színészet iránt, miután hároméves korában, bárányhimlős betegségében többször is megnézte a Szellemirtók című filmet. Megtanulta az összes párbeszédet, és rajongott Bill Murrayért. Beiratkozott a torontói The Second Citybe, és improvizációs órákat vett.
A Conestoga Public Schoolba, a Robert H. Lagerquist Senior Public Schoolba és a Heart Lake Secondary Schoolba járt egészen kilencedik osztályos koráig. Miután elkezdett színészkedni, online végezte el az iskolát 12. osztályig.
2023-as források szerint Brooklynban él.

## Filmográfia

### Film
| Év   | Magyar cím                         | Eredeti cím                        | Szerep                          | Magyar hang      |
| ---- | ---------------------------------- | ---------------------------------- | ------------------------------- | ---------------- |
| 2000 | Frekvencia                         | Frequency                          | Gordy Jr. 10 évesen             | Stukovszky Tamás |
| 2000 | A rejtőzködő                       | Steal This Movie!                  | America Hoffman                 |                  |
| 2000 |                                    | Ultimate G's: Zac's Flying Dream   | Zac fiatalon                    |                  |
| 2002 | Egy veszedelmes elme vallomásai    | Confessions of a Dangerous Mind    | Chuck Barris 8–11 évesen        |                  |
| 2007 | Superbad, avagy miért ciki a szex? | Superbad                           | Evan                            | Molnár Levente   |
| 2007 | Juno                               | Juno                               | Paulie Bleeker                  | Molnár Levente   |
| 2008 | Amit máris tudni akarsz a szexről  | Extreme Movie                      | Fred                            | Kovács Lehel     |
| 2008 | Dalok ismerkedéshez                | Nick and Norah's Infinite Playlist | Nick O’Leary                    | Molnár Levente   |
| 2009 |                                    | Paper Heart                        | önmaga                          |                  |
| 2009 | A kezdet kezdete                   | Year One                           | Oh                              | Molnár Levente   |
| 2009 | Lázongó ifjúság                    | Youth in Revolt                    | Nick Twisp / Francois Dillinger | Molnár Levente   |
| 2010 | Scott Pilgrim a világ ellen        | Scott Pilgrim vs. the World        | Scott Pilgrim                   | Molnár Levente   |
| 2012 |                                    | The End of Love                    | Michael                         |                  |
| 2013 |                                    | Crystal Fairy & the Magical Cactus | Jamie                           |                  |
| 2013 | Rémálom-sziget                     | Magic Magic                        | Brink                           | Fekete Zoltán    |
| 2013 | Itt a vége                         | This Is the End                    | önmaga                          | Kovács Lehel     |
| 2014 |                                    | Hits                               | Bennie                          |                  |
| 2015 |                                    | Entertainment                      | Tommy                           |                  |
| 2015 |                                    | A Very Murray Christmas            | Jackie, a tehetségkutató ügynök |                  |
| 2016 | Virsliparti                        | Sausage Party                      | Barry (hangja)                  | Molnár Levente   |
| 2017 | Négyszemközt                       | Person to Person                   | Phil                            | Czető Roland     |
| 2017 |                                    | Lemon                              | Alex                            |                  |
| 2017 | LEGO Batman: A film                | The Lego Batman Movie              | Dick Grayson / Robin (hangja)   | Tasnádi Bence    |
| 2017 | Hogyan legyél latin szerető        | How to Be a Latin Lover            | Remy                            | Stern Dániel     |
| 2017 | Elit játszma                       | Molly's Game                       | Player X                        | Molnár Levente   |
| 2018 |                                    | Tyrel                              | Alan                            |                  |
| 2018 |                                    | Spivak                             | Robby LeBeau                    |                  |
| 2018 | Gloria Bell – a Legjobb Élet       | Gloria Bell                        | Peter                           |                  |
| 2021 | Cryptozoo – A csodálatos állatkert | Cryptozoo                          | Matthew (hangja)                |                  |
| 2022 | Tomboló blöki                      | Paws of Fury: The Legend of Hank   | Hank (hangja)                   |                  |
| 2023 |                                    | The Adults                         | Eric                            |                  |
| 2023 | Barbie                             | Barbie                             | Allan                           | Molnár Levente   |
| 2023 | Álmaid hőse                        | Dream Scenario                     | Trent                           | Czető Roland     |
| 2023 |                                    | Under the Boardwalk                | Armen (hangja)                  |                  |
| 2024 |                                    | Sacramento                         | Glenn                           |                  |
| 2025 | A föníciai séma                    | The Phoenician Scheme              | Bjorn Lund                      | Molnár Levente   |

Rövidfilmek
- Scott Pilgrim vs. the Animation (2010) – Scott Pilgrim (hangja)
- The Immigrant (2012) – Michael
- Brazzaville Teen-Ager (2013) – Gunther
- Failure (2013) – férfi
- Gregory Go Boom (2013) – Gregory
- Bitch (2013) – önmaga
- That Dog (2015) – Tim
- Man Rots from the Head (2016) – Sydney Ward
- Cooking with Alfred (2017) – Richard "Dick" Grayson / Robin (hangja)

### Televízió
| Év        | Magyar cím               | Eredeti cím                                | Szerep                        | Megjegyzések                                           |
| --------- | ------------------------ | ------------------------------------------ | ----------------------------- | ------------------------------------------------------ |
| 1999      | Játszd újra az életed!   | Twice in a Lifetime                        | gördeszkás                    | 1 epizód                                               |
| 1999      |                          | Noddy                                      | Butch                         | 1 epizód                                               |
| 1999      | Csapatcsere              | Switching Goals                            | Taylor                        | tévéfilm                                               |
| 1999      |                          | What Katy Did                              | Dorry                         | tévéfilm                                               |
| 1999–2001 |                          | I Was a Sixth Grade Alien                  | Larrabe Hicks                 | visszatérő szerep                                      |
| 2000      | Nikita, a bérgyilkosnő   | La Femme Nikita                            | Jerome                        | 1 epizód                                               |
| 2000      | Egy modern asszony élete | Custody of the Heart                       | Johnny Raphael                | tévéfilm                                               |
| 2000      |                          | Anne of Green Gables: The Animated Series  | Benjamin (hangja)             | 1 epizód                                               |
| 2001      |                          | George Shrinks                             | Cadwell fiú                   | 1 epizód                                               |
| 2001      | Doki                     | Doc                                        | Max                           | 2 epizód                                               |
| 2001      |                          | The Ripping Friends                        | fiú fiú / fiatal fiú (hangja) | 2 epizód                                               |
| 2001      | A gyerekrabló            | Stolen Miracle                             | Brandon McKinley              | tévéfilm                                               |
| 2001      | Az otthon kék ege        | My Louisiana Sky                           | Jesse Wade Thompson           | tévéfilm                                               |
| 2001      | Férjem kettős élete      | The Familiar Stranger                      | Ted Welsh fiatalon            | tévéfilm                                               |
| 2001      | Walter és Henry          | Walter and Henry                           | síró gyerek                   | tévéfilm                                               |
| 2001–2004 | Sharon naplója           | Braceface                                  | Josh Spitz (hangja)           | főszerep                                               |
| 2003      | Rolie, Polie, Olie       | Rolie Polie Olie                           | Little Gizmo (hangja)         | 4 epizód                                               |
| 2003      |                          | Pecola                                     | Robbie nyúl (hangja)          | főszerep                                               |
| 2003–2004 | A mackócsalád            | The Berenstain Bears                       | Mackótestvér (hangja)         | főszerep                                               |
| 2003–2019 | Az ítélet: család        | Arrested Development                       | George Michael Bluth          | - főszerep - producer (4. és 5. évad)                  |
| 2005      | Útszéli suli             | Wayside                                    | Todd (hangja)                 | 1 epizód                                               |
| 2006      | Veronica Mars            | Veronica Mars                              | Dean Rudolph                  | 1 epizód                                               |
| 2006      |                          | Tom Goes to the Mayor                      | Scrotch (hangja)              | 1 epizód                                               |
| 2007      |                          | Clark and Michael                          | Mikey Cera                    | társalkotó, rendező, forgatókönyvíró, vágó és producer |
| 2007      |                          | Tim and Eric Awesome Show, Great Job!      | Jamie Stevens                 | 1 epizód                                               |
| 2008–2016 |                          | Childrens Hospital                         | Sal Viscuso (hangja)          | visszatérő szerep                                      |
| 2012      | A Simpson család         | The Simpsons                               | Nick (hangja)                 | 1 epizód                                               |
| 2012–2015 |                          | Comedy Bang! Bang!                         | önmaga                        | 2 epizód                                               |
| 2013      |                          | Arcade Fire in Here Comes the Night Time   | spanyol csapos                | különkiadás                                            |
| 2013      | Égető szerelem           | Burning Love                               | Wally                         | 6 epizód                                               |
| 2013–2016 | Tömény történelem        | Drunk History                              | különféle                     | 3 epizód                                               |
| 2014      | Saturday Night Live      | Saturday Night Live                        | helyettesítő                  | 1 epizód                                               |
| 2014      |                          | How and Why                                | Mendelsohn                    | próbaepizód                                            |
| 2015      |                          | Louie                                      | fiatalember                   | 1 epizód                                               |
| 2015      |                          | Wet Hot American Summer: First Day of Camp | Jim Stansel                   | 3 epizód                                               |
| 2017      | Twin Peaks               | Twin Peaks                                 | Wally "Brando" Brennan        | 1 epizód                                               |
| 2018      |                          | The Shivering Truth                        | Delmer (hangja)               | 1 epizód                                               |
| 2019      |                          | Weird City                                 | Tawny                         | 1 epizód                                               |
| 2020      | Harc a vírus ellen       | Medical Police                             | Sal Viscuso                   | 3 epizód                                               |
| 2020      |                          | At Home with Amy Sedaris                   | Travis                        | 1 epizód                                               |
| 2022      | A Fiúk ördögi oldala     | The Boys Presents: Diabolical              | Great Wide Wonder (hangja)    | 1 epizód                                               |
| 2022–2024 |                          | Life & Beth                                | John                          | főszerep                                               |
| 2023      |                          | Celebrity Jeopardy!                        | önmaga                        | 2 epizód                                               |
| 2023      | Fekete tükör             | Black Mirror                               | Beppe                         | 1 epizód (Joan szörnyű)                                |
| 2023      |                          | Command Z                                  | Kerning Fealty                | websorozat                                             |
| 2023      | Isten áldd meg Petey-t!  | Praise Petey                               | Little Einstein (hangja)      | 2 epizód                                               |
| 2023      | Scott Pilgrim rákapcsol  | Scott Pilgrim Takes Off                    | Scott Pilgrim (hangja)        | főszerep                                               |
| 2024–     | Virsliparty: Utápia      | Sausage Party: Foodtopia                   | Barry (hangja)                | - főszereplő - magyar hangja: - Molnár Levente         |

## Díjak és jelölések
- Jelölés — Young Artist Award, legjobb mellékszereplő (TV-film) (Az otthon kék ege, 2002)
- Elnyert — TV Land Awards, TV Land Future Classic Award (Az ítélet: család, 2004)
- Jelölés — Screen Actors Guild Award, szereplőgárda kiemelkedő alakítása vígjátéki sorozatban (Az ítélet: család, 2005)
- Jelölés — Screen Actors Guild Award, szereplőgárda kiemelkedő alakítása vígjátéki sorozatban (Az ítélet: család, 2006)
- Elnyert — Chicago Film Critics Association, Most Promising Performer (Juno, 2007)
- Elnyert — Austin Film Critics Association, Breakthrough Artist Award (Juno, 2007)
- Elnyert — Austin Film Critics Association, Breakthrough Artist Award (Superbad, avagy miért ciki a szex?, 2007)
- Jelölés — Broadcast Film Critics Association Award, legjobb fiatal színész (Superbad, avagy miért ciki a szex?, 2008)
- Jelölés — Broadcast Film Critics Association Award, legjobb fiatal színész (Juno, 2008)
- Jelölés — Canadian Comedy Award, legjobb színész (film) (Superbad, avagy miért ciki a szex?, 2008)
- Jelölés — MTV Movie Award, legjobb feltörekvő színésznek (Superbad, avagy miért ciki a szex?, 2008)
- Jelölés — MTV Movie Award, legjobb csók (Juno, 2008)
- Jelölés — MTV Movie Award, legjobb színész (Juno, 2008)
- Jelölés — Satellite Award, legjobb színész (zenés film, vígjáték) (Dalok ismerkedéshez, 2008)
- Jelölés — Teen Choice Award, Choice Movie Actor: Comedy (Superbad, avagy miért ciki a szex?, 2008)
- Jelölés — Teen Choice Award, Choice Movie Breakout: Male (Superbad, avagy miért ciki a szex?, 2008)
- Jelölés — Teen Choice Award, Best Movie Actor: Comedy (Juno, 2008)
- Jelölés — Teen Choice Award, Choice Movie Breakout: Male (Juno, 2008)
- Jelölés — Teen Choice Award, Choice Comedian (önmaga, 2008)
- Jelölés — BAFTA-díj, Rising Star Award (önmaga, 2009)
- Jelölés — Teen Choice Award, Choice Movie Actor: Music/Dance (Dalok ismerkedéshez, 2009)
- Elnyert — Satellite Award, legjobb színész (zenés film, vígjáték) (Scott Pilgrim a világ ellen, 2010)
- Jelölés — Teen Choice Award, Choice Movie Actor: Action (Scott Pilgrim a világ ellen, 2011)